# کورت ادلر
کورت ادلر (انگلیسی: Cort Adeler؛ ۱۶۲۲ – ۱۶۷۵) از افراد نظامیان و فرماندهان اهل نروژ بود.